# Białka fibrylarne

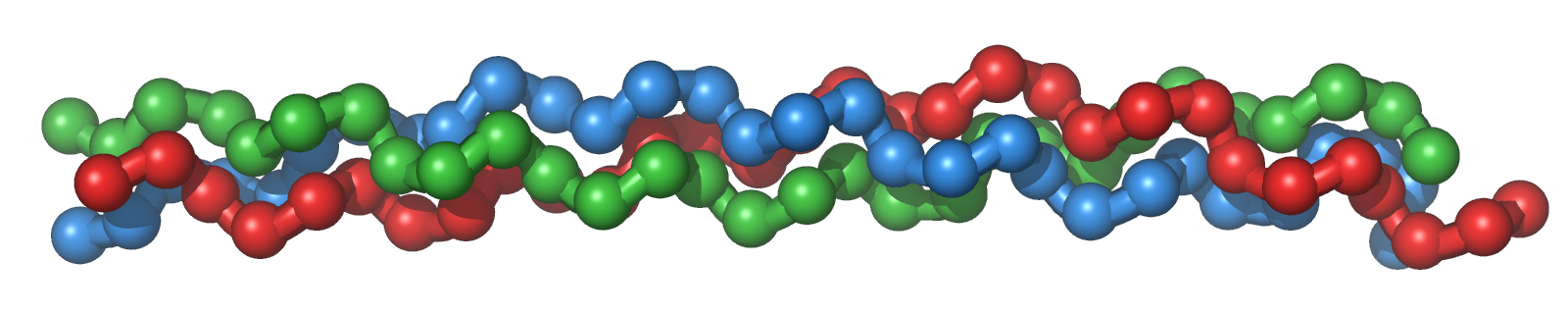
Potrójna helisa cząsteczki kolagenu

Białka fibrylarne (białka włókniste, włókienkowe lub włókiennikowe, skleroproteiny, skleroproteidy, albuminoidy) – białka proste o strukturze włókienkowej stanowiące podstawowy materiał budulcowy organizmów zwierzęcych. 
Odznaczają się dużą zawartością proliny i hydroksyproliny.
Są to typowe białka o budowie włóknistej, dzięki temu pełnią funkcje podporowe. Do tej grupy białek należy keratyna, kolagen, miozyna i fibroina.

## Właściwości
- trudno rozpuszczalne w wodzie i rozcieńczonych roztworach soli, natomiast wykazują dobrą rozpuszczalność w alkoholu tioglikolowym.
- mało wrażliwe na działanie enzymów proteolitycznych przewodu pokarmowego
- cząsteczki są długie i nitkowate, mają skłonność do układania się obok siebie i tworzenia włókien

## Występowanie
- szkielet
- pancerze
- paznokcie
- rogi
- skóra
- ścięgna
- włosy
- pióra ptaków (kolagen, keratyna)
- mięśnie (miozyna)